# Wielki mufti Jerozolimy

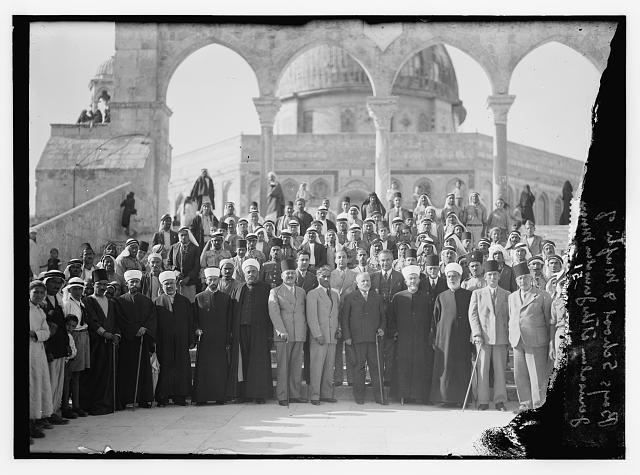
Wielki mufti Jerozolimy wraz z uczniami szkoły męskiej w Jerozolimie, około 1921–1937

Wielki mufti Jerozolimy – najwyższy sunnicki muzułmański duchowny sprawujący opiekę nad islamskimi miejscami świętymi Jerozolimy, w tym nad meczetem Al-Aksa.

## Historia
Historia istnienia muftiego w Jerozolimie sięga XV wieku, kiedy to Palestyna była pod panowaniem mameluków. Prawdopodobnie na początku tego wieku Mamelucy powołali w Jerozolimie muzułmańskiego prawnika i teologa, który wydawał oficjalne interpretacje w sprawach życia państwowego i prywatnego, związanego z islamem. Swoje decyzje ogłasza w formie fatwy. Pierwszym muftim Jerozolimy był Szihab ad-Din Abulabbas al-Omawi al-Masri, który zmarł w 1440 r. O późniejszych losach tego stanowiska niewiele wiadomo.
Pod koniec XVII wieku władze osmańskie dostrzegły potrzebę ustanowienia zwierzchnictwa religijnego nad muzułmanami na obszarze Palestyny. W tym celu powołano w Jerozolimie pierwszego sędziego (kadi), którym był szejk Najm al-Din.
| Imię i nazwisko                           | Okres rządów      |
| ----------------------------------------- | ----------------- |
| Szihab ad-Din Abulabbas al-Omawi al-Masri | ?–1440            |
| Szejk Najm al-Din                         | koniec XVII wieku |
| Muhammad ibn 'Abd al-Rahim Jarallah       | ?–1728            |
| Ali ibn Habib Allah ibn Abi               | ?–1731            |
| Muhammad al-Khalili                       | ?–1734            |
| Ahmad ibn Muhammad al-Muwaqqit            | ?–1757            |
| Najm al-Din al-Khairi                     | ?–1759            |
| Muhammd al-Tafilati                       | ?–1778            |
| Szejk Ḥasan ‘Abd al-Laṭīf al-Ḥusajni      | 1781–1807         |
| Muhammad Salih al-Imam                    | ?–1828            |
| Muḥammad Fadil Jārallāh                   | ?–1856            |

Pod koniec XIX wieku klan Husajni należał do jednych z najzamożniejszych rodzin w południowej Palestynie i posiadał ziemię położone wokół Jerozolimy. Trzynastu członków klanu było kolejnymi burmistrzami Jerozolimy w latach 1864–1920. W 1860 r. pochodzący z tego klanu Mohammed Tahir al-Husajni został wielkim muftim Jerozolimy. Tahir powołał komitet A’ajan, który nadzorował sprzedaż gruntów cudzoziemcom w rejonie Jerozolimy. Zdecydowanie wystąpił on przeciwko żydowskiemu osadnictwu, powstrzymując na kilka lat sprzedaż gruntów Żydom. Po śmierci Tahira w 1908 roku, następnym kadi Jerozolimy został jego syn – Kamil al-Husajni. Jednak podczas I wojny światowej władze tureckie uznały, że jest on brytyjską marionetką i mianowały na jego miejsce szejka As’ada Szukeiri (nosił tytuł kadi). Sprawował on swoje obowiązki w latach 1914–1918. Opowiadał się on po stronie Turków i za przynależnością Palestyny do Imperium osmańskiego. Gdy Palestyna znalazła się pod brytyjską kontrolą, Brytyjczycy przywrócili na stanowisko wielkiego muftiego Jerozolimy Kamila al-Husajniego. Prowadził on odmienną politykę od swojego ojca i poszukiwał kompromisu między społecznością arabską a Żydami i brytyjskimi władzami okupacyjnymi.
Gdy w 1920 r. formalnie powstał brytyjski Mandat Palestyny, przepisy dawały władzom mandatowym uprawnienia do powoływania kolejnego wielkiego muftiego. Gdy w 1921 r. zmarł Kamil al-Husajni, Wysoki Komisarz Palestyny Sir Herbert Samuel powołał na to stanowisko Mohammada Amin al-Husajni, umożliwiając mu w styczniu następnego roku powrót do Palestyny. Podczas wyborów nowego wielkiego muftiego, reprezentanci oddali cztery głosy na członka klanu Husajni i trzy głosy na członka klanu Naszaszibi. Sir Herbert Samuel pragnął jednak zachować pewną równowagę sił w mieście, i ze względu na fakt, że burmistrzem Jerozolimy był Radżib al-Naszaszibi, wskazał on na szejka Hussama ad-Din Jarallah. Gdy ten jednak wycofał swoją kandydaturę, automatyczny wybór wskazał na Amina al-Husajni. W ten sposób został on wielkim muftim Jerozolimy. W tym samym roku stanął on na czele Najwyższej Rady Muzułmańskiej, która kontrolowała fundusze wakf warte dziesiątki tysięcy funtów i sprawowała nadzór nad działalnością islamskich sądów w Palestynie. Najwyższa Rada Muzułmańska uważała się za strażnika jednego z trzech świętych miejsc islamu i rozpoczęła międzynarodową kampanię zbierania funduszy na renowację Wzgórza Świątynnego, a szczególnie meczetu Al-Aksa i Kopuły na Skale. Cały obszar znajdował się w ruinie i wymagał gruntownych prac renowacyjnych. Al-Husajni zlecił wykonanie prac tureckiemu architektowi Mimarowi Kemalettinowi. Amin był zdecydowany przekształcić meczet Al-Aksa w symbol panarabskiego i palestyńskiego nacjonalizmu w walce z napływem żydowskich imigrantów do Palestyny. Prowadząc swoją kampanię często oskarżał Żydów o planowanie przejęcia kontroli nad Murem Zachodnim, który był niezbywalną własnością i częścią meczetu al-Aksa. Wzajemne oskarżenia przyczyniały się tylko do wzrostu napięć pomiędzy obydwiema społecznościami w mieście. Przy czym należy podkreślić, że obie społeczności – arabska i żydowska – patrzyły na wszystkie problemy tylko z punktu widzenia własnej tradycji i własnych interesów.
W kwietniu 1936 r. w Mandacie Palestyny rozpoczął się powszechny strajk społeczności arabskiej. Protestom towarzyszyły demonstracje, które bardzo szybko przekształciły się w arabskie powstanie. Amin al-Husajni przejął wówczas inicjatywę, przekazując liczne fundusze na finansowanie działań arabskich grup zbrojnych atakujących żydowskie osiedla. W lipcu 1937 r. brytyjskie władze podjęły próbę aresztowania Amina, ukrył się on jednak w meczecie al-Aksa i przebywał wewnątrz haramu przez trzy kolejne miesiące. 26 września arabscy napastnicy przeprowadzili zamach na lokalnego komisarza brytyjskiego Lewisa Yelland Andrews’a. Cztery dni później Brytyjczycy zdjęli Amina al-Husajni z funkcji przewodniczącego Najwyższej Rady Muzułmańskiej i nakazali aresztowanie przywódców arabskiej rebelii. Al-Husajni zbiegł wówczas przez Jafę do Libanu. Pomimo to, pozostał on formalnie wielkim muftim aż do 1948 r.
W wyniku I wojny izraelsko-arabskiej (1948–1949) tereny Wschodniej Jerozolimy wraz z Samarią i Judeą znalazły się pod okupacją Królestwa Transjordanii. Jordański król Abdullah I oficjalnie usunął al-Husajniego ze stanowiska i zabronił mu wstępu do Jerozolimy. Nowym wielkim muftim został Hussam ad-Din Jarallah. Po jego śmierci w roku 1954, nie powołano nowego wielkiego muftiego.
W wyniku wojny sześciodniowej w 1967 r. całość Jerozolimy i Zachodniego Brzegu znalazła się pod okupacją Izraela. Wraz z rozpoczęciem palestyńsko-izraelskiego procesu pokojowego i podpisaniem w 1993 r. Porozumienia z Oslo, pojawiła się potrzeba zwiększenia muzułmańskiej kontroli nad miejscami świętymi islamu w Jerozolimie. Z tego powodu w 1993 przewodniczący Organizacji Wyzwolenia Palestyny Jasir Arafat powołał na wielkiego muftiego Jerozolimy Sulaimana Ja’abari. Był on od 1949 zastępcą wielkiego muftiego, i po śmierci Jarallaha od 1954 pełnił obowiązki muzułmańskiego sędziego kadi w Jordanii. Gdy w 1994 formalnie powstała Autonomia Palestyńska, powrócił on do Jerozolimy, jednak w tym samym roku zmarł. Jaser Arafat powołał w październiku 1994 na nowego wielkiego muftiego Ekrima Sa'id Sabri. Miał on radykalne nacjonalistyczne poglądy i jego liczne wypowiedzi wywoływały kontrowersje. Palestyński prezydent Mahmud Abbas obawiając się jego mocniejszego zaangażowania w politykę, usunął go w 2006 ze stanowiska. Abbas powołał na wielkiego muftiego Muhammada Ahmad Hussajni. Jednak i on wywołał liczne kontrowersje, dopuszczając między innymi samobójcze zamachy terrorystyczne jako formę walki z Izraelczykami.
| Imię i nazwisko                    | Zdjęcie | Okres rządów |
| ---------------------------------- | ------- | ------------ |
| Mohammed Tahir al-Husajni          |         | 1860–1908    |
| Kamil al-Husajni                   |         | 1908–1914    |
| As'ad Szukeiri                     |         | 1914–1918    |
| Kamil al-Husajni                   |         | 1918–1921    |
| Al-Hadżdż Muhammad Amin al-Husajni |         | 1921–1948    |
| Hussam ad-Din Jarallah             |         | 1948–1954    |
| Sulaiman Ja'abari                  |         | 1993–1994    |
| Ekrima Sa'id Sabri                 |         | 1994–2006    |
| Muhammad Ahmad Husajn              |         | od 2006      |